# Agua Caliente, Rosario
Agua Caliente är en ort i Mexiko.   Den ligger i kommunen Rosario och delstaten Chihuahua, i den nordvästra delen av landet, 1 100 km nordväst om huvudstaden Mexico City. Agua Caliente ligger 1 461 meter över havet och antalet invånare är 151.
Terrängen runt Agua Caliente är platt åt sydväst, men åt nordost är den kuperad. Agua Caliente ligger nere i en dal som går i nord-sydlig riktning.  Trakten runt Agua Caliente är nära nog obefolkad, med mindre än två invånare per kvadratkilometer. Närmaste större samhälle är Valle del Rosario, 1,2 km öster om Agua Caliente. Omgivningarna runt Agua Caliente är i huvudsak ett öppet busklandskap.